# Johann Georg Büsch
Johann Georg Büsch, född 3 januari 1728 i Altenmedingen vid Lüneburg, död 5 augusti 1800 i Hamburg, var en tysk nationalekonom.

## Biografi
Büsch blev professor i matematik vid Hamburgs gymnasium 1756. Förutom inrättningar för fattigvård och dylikt försåg han Hamburg med en stor mängd institutioner och föreningar för näringarnas upphjälpande och utvecklade dess berömda handelsakademi (en av de första i Europa), som upprättades 1767, men fick sin betydelse först då Büsch 1771 övertog ledningen av densamma. Med denna befattning, som han behöll till sin död, förenade han tjänsten vid nämnda gymnasium. 
Även hans litterära verksamhet, som omfattade såväl matematik och historia som nationalekonomi, hade Hamburgs intressen till medelpunkt. Hans många och vidlyftiga nationalekonomiska arbeten utgick vanligen från handelsförhållandena, men omfattade större delen av den nationalekonomiska vetenskapen och åtnjöt i början av 1800-talet betydande anseeende i Tyskland. I likhet med andra tidiga tyska nationalekonomer var han mycket osystematisk och tämligen oklar i teoretiskt avseende. Hans åskådning var närmast ett slags frihandelsvänlig merkantilism, som gjorde penningcirkulationen till det ekonomiska livets egentliga innehåll och bortsåg från produktionens betydelse. Han var mycket kritisk mot såväl Adam Smith som fysiokraterna.  Flera av Büschings arbeten översattes till svenska, bland annat '"Geographisk beskrifning öfwer Palästina'" (1770 och 1784). Han utgav även tidskrifterna '"Magazin für die neue Historie und Geographie" (1767–1793) och "Wöchentliche Nachrichten von neuen Landkarten" (1773–1787).